# Aliciella tenuis
Aliciella tenuis är en blågullsväxtart som först beskrevs av F. J. Sm. och Neese, och fick sitt nu gällande namn av J. M. Porter. Aliciella tenuis ingår i släktet Aliciella och familjen blågullsväxter. Inga underarter finns listade i Catalogue of Life.